# Threads (Hoshiko Yamane)
Threads is het debuutalbum van violiste Hoshiko Yamane als soloartieste.
Yamane had al enkele muziekalbums op haar naam staan als medewerkend groepslid van Tangerine Dream. Ook waren er downloadalbums te verkrijgen, maar Threads was het eerste album dat op compact disc verscheen onder haar naam. Hoshiko Yamane speelde het album vol met ambientmuziek voor de elektrische viool. Het album werd uitgebracht via Groove Unlimited, een Nederlands platenlabel gespecialiseerd in elektronische muziek. 

## Muziek
| Nr. | Titel                  | Duur |
| --- | ---------------------- | ---- |
| 1.  | Flutter                | 5:28 |
| 2.  | Threads                | 3:57 |
| 3.  | Repose                 | 5:18 |
| 4.  | White feathers         | 4:15 |
| 5.  | One’s destination      | 3:24 |
| 6.  | Tangled                | 5:10 |
| 7.  | Unraveling             | 4:26 |
| 8.  | Fly away               | 3:56 |
| 9.  | Go over                | 5:48 |
| 10. | The genial sunshine    | 6:04 |
| 11. | What we should protect | 4:56 |